# Radiotelevizija Slovenija
Koordinati:   46°03′15″N, 14°30′31.70″E
Radiotelevizija Slovenija (skrajšano RTV Slovenija) je edina javna, neprofitna radiotelevizijska organizacija v Sloveniji. Deluje kot javni zavod posebnega kulturnega in nacionalnega pomena, saj opravlja javno službo z namenom zagotavljanja kulturnih, socialnih in demokratičnih potreb državljanov Republike Slovenije, Slovencev po svetu, pripadnikov slovenskih narodnih manjšin v Italiji, Avstriji in na Madžarskem, pa tudi pripadnikov italijanske in madžarske narodne skupnosti, ki živijo na ozemlju Slovenije.
Sedež zavoda je v Ljubljani, ima pa še dva regionalna RTV centra, ki se nahajata v Mariboru in Kopru. Javni zavod RTV Slovenija ustvarja tri nacionalne radijske programe in tri nacionalne televizijske programe, regionalne radijske in televizijske programe, po en radijski in televizijski program za avtohtono madžarsko in italijansko prebivalstvo v Sloveniji, radijske in televizijske oddaje za romsko etnično skupnost, za slovenske narodne manjšine v sosednjih državah, za slovenske izseljence v tujini ter za tujo javnost: skupno osem radijskih programov (od tega štirje oddajajo 24 ur dnevno) in pet televizijskih programov.
Poseben pomen osrednje slovenske kulturne ustanove zaseda RTV s svojo enoto glasbene produkcije, v okviru katere deluje Simfonični orkester RTV Slovenija, Big Band RTV Slovenija, Komorni zbor RTV Slovenija, otroški in mladinski pevski zbor ter nototeka. Glasbeni sestavi RTV so primarni vir, ki polni nacionalni glasbeni arhiv z arhivskimi in koncertnimi posnetki slovenskih avtorjev in izvajalcev ter deluje tako za programske potrebe matične hiše kot v promocijo države Slovenije. 
RTV je eden glavnih slovenskih promotorjev domače radijske in televizijske ter glasbene ustvarjalnosti, ki jih v okviru svojih programskih načrtov vključuje v radijske in televizijske oddaje. Izvirne dosežke in opuse v zvrsteh radijske in televizijske ustvarjalnosti vzpodbuja tudi s podeljevanjem vsakoletne Ježkove nagrade. Prireditev poteka od leta 1989 dalje; zasnovana je bila leto po smrti sodelavca RTV Franeta Milčinskega - Ježka.
V sklopu RTV deluje tudi Založba kaset in plošč, ki preko zvočnih in slikovnih medijev omogoča uporabnikom dostop do arhivov lastne produkcije zavoda. 
RTV ustvarja teletekst ter internetni in mobilni portal (MMC), ki je zadolžen še za ustvarjanje treh infokanalov (informativnega, otroškega in zabavnega) in za podnaslavljanja oddaj za gluhe in naglušne. Za potrebe novinarskih storitev radijskih in televizijskih programov delujejo dopisniki RTV v Washingtonu, Moskvi, Bruslju, Rimu, Berlinu in Beogradu, specializirani novinarji za spremljanje slovenske skupnosti v sosednjih regijah Avstrije, Italije in Madžarske ter domači dopisniki v vseh slovenskih pokrajinah.

## Zgodovina
Glavni članek: Zgodovina Radiotelevizije Slovenija
Zgodovina zavoda sega v leto 1928, ko je 1. septembra začela delovati Radijska postaja Ljubljana, predhodnica Radia Ljubljana. Njena prva namestitev je bila v upravi prosvetne zveze, prvi tehnični vodja je bil inženir Marij Osana. Postaja je oddajala na radijskem valu 578 m, z močjo 2,5 KW. Postaja je imela že v letu 1938 19.406 naročnikov. Marij Osana je že leta 1924 začel v Ljubljani s poskusnimi oddajami z lastnoročno izdelanim oddajnikom. Naslednji korak naprej se je zgodil 8. marca 1925, ko so radioamaterji iz Ljubljane prenašali preko svojega oddajnika program na Bled. Sledil je prenos koncerta Glasbene matice iz Ljubljane, ki ga je 26. januarja 1926 organiziral Marij Osana. Po večletnih poizkusih in zapletenih meritvah s pomanjkljivo merilno opremo je Marij končno lahko določil najprimernejšo lokacijo za postavitev antene oddajnika v bližini Domžal.
Antena je bila zgrajena leta 1931 in oddajnik s povečano močjo 5 KW so vključili v mesecu decembru istega leta. Leta 1939 je bilo načrtovano povečanje moči oddajnika. Nov oddajnik bi moral imeti po že sklenjeni pogodbi oddajno moč 20 KW, vendar zaradi začetka vojnih razmer v Evropi do realizacije te pogodbe ni nikoli prišlo.
Nemško letalstvo je 11. aprila 1941 bombardiralo oddajnik radijske postaje Ljubljana v Domžalah in postaja ni bila sposobna za nadaljnje oddajanje programa. Po italijanski zasedbi Ljubljane je radijsko postajo Ljubljana prevzela italijanska družba EIAR. Osvobodilna fronta je uspela v okupirani Ljubljani organizirati od 17. novembra leta 1941, delovanje ilegalnega oddajnika, imenovanega Kričač, katerega tehnični vodja je bil Milan Osredkar. Oddajal je trikrat tedensko in sicer ob ponedeljkih, sredah in sobotah ob 20. uri, na valovni dolžini 27 m, samo petnajstminutni program s pozivanjem k odporu proti okupatorju. Oddajnik se je moral nenehoma seliti iz ene v drugo stavbo zaradi nevarnosti odkritja, uporabil je v času svojega delovanja kar 23 različnih lokacij in ni bil nikoli odkrit. Avgusta leta 1944 je bil oddajnik prepeljan na osvobojeno ozemlje v Belo Krajino, kjer je kot Radio Osvobodilne fronte (ROF) deloval do konca vojne. Radijska postaja je bila nato preko Gorskega Kotarja in Trsta prepeljana v Ljubljano, kjer se je na dan osvoboditve, 9. maja 1945, ponovno oglasila kot Radio svobodna Ljubljana, kmalu nato pa je bila preimenovana v Radio Ljubljana.
Neposredno po koncu vojne je bil leta 1945 ustanovljen Radio Maribor in postal sestavni del Radia Ljubljana, zdaj Radia Slovenija. Istega leta je bil ustanovljen Plesni orkester RTV, danes Big Band RTV Slovenija, saj so bile programske zahteve po zočnih posnetkih in živih izvedbah velike. Leta 1946 so bili obnovljeni še ostali glasbeni sestavi, simfonični orkester in zabavni orkester.
1. aprila 1949 je bil ustanovljen prvi televizijski laboratorij v Ljubljani. 14. februarja 1957 je nova TV izvedla prvi neposredni prenos programa RAI, 4. marca pa vzpostavila zvezo Ljubljana-Krvavec-Zagreb. 12. maja 1957, je slovenska televizija gostujoča v studiu TV Zagreb začela z lastnim poskusnim programom, oddajo TV prihaja scenarista Rada Cilenška. Oddaja je predstavila prihodnost televizije, slovenske pokrajine, glavno mesto in dosežke socializma. Nastopali so Frane Milčinski Ježek, Rudolf Hlebš, Jelka Cvetežar in člani PORL po vodstvom Bojana Adamiča. Prvi napovedovalci so bili radijci Saša Vuga, Dušica Erzin in Draga Rogl, ki je tudi vodila prvo oddajo iz zagrebškega studia – prva profesionalna napovedovalka je postala Helena Koder. 15. maja je oddajnik na Krvavcu posredoval prvi javni prenos nogometne tekme - med Jugoslavijo in Italijo. 23. junija 1957 je iz TV Zagreb potekala druga poskusna oddaja. Oddajanje iz prvega slovenskega improviziranega studia je potekalo od 7. do 15. decembra iz Gospodarskega razstavišča (med drugim z Ansamblom bratov Avsenik). 28. novembra 1958 pa je začela oddajati redna postaja, vendar kot članica skupnega jugoslovanskega tv programa, pri čemer je imela Televizija Ljubljana 30 odstotni delež sporeda. Ob ustanovitvi Televizije Ljubljana je združeno podjetje dobilo ime RTV Ljubljana in se nato leta 1990 preimenovalo v RTV Slovenija. Zavod je neposredni nadaljevalec razvoja slovenske radiodifuzije in tudi osnovatelj muzejske zbirke tehnoloških naprav s tega področja. Ustanovitelj zavoda je Republika Slovenija. Ob združitvi radia in televizije se je leta 1959 formirala funkcija generalnega direktorja. Prvi je bil Drago Seliger (1959-1963), doslej zadnji pa Marko Filli. RTV je ustanovna članica Evropske radiodifuzne zveze (EBU) (1950), sodelovala pa je tudi z vzhodnoevropsko radiodifuzno zvezo Intervizijo. Zavod si je za svoj praznik (dan RTV Slovenija) izbral 28. november.

Leta 1960 je Televizija Ljubljana prvič snemala za EBU, in sicer prenos smučarskih skokov iz Planice. Od septembra 1960 program TV Ljubljana oddaja vsak dan. Ker je Televizija Ljubljana zavračala unitaristične in centralistične težnje po enotni Jugoslovanski radioteleviziji, ki jezikovno ni ustrezala potrebam slovenskih gledalcev, je uvedla informativno oddajo TV Dnevnik. Prvič je bil predvajan 15. aprila 1968. Odtlej so domači gledalci lahko poslušali redne televizijske informativne oddaje v slovenščini. Leta 1965 je Radio Slovenija prvič oddajal v stereo tehniki, leta 1966 pa Televizija Slovenija poskusno prvič v barvah. Televizija redno oddaja v barvni tehniki od leta 1974 dalje. 
Leta 1970 je začel postopno oddajati 2. program Televizije Ljubljana. Sprva so ga sestavljale večinoma osrednje oddaje drugih članic JRT, predvsem Televizije Zagreb in Beograd. 
Leta 1971 je začela oddajati Televizija Koper/Capodistria v italijanščini in slovenščini, ki se je uveljavila kot prva dvojezična televizijska postaja v Sloveniji. Leto kasneje je nastal Val 202, drugi radijski program Radia Slovenija. Leta 1975 je bila v Ljubljani zgrajena stavba Televizije Slovenija na Kolodvorski, nekdaj Moša Pijadejevi ulici, kamor so se televizijske ekipe preselile iz bližnje radijske stavbe, kjer so gostovale od nastanka Televizije Ljubljana dalje.
Leta 1984 je bila dodana nova storitev - teletekst, ki je v treh desetletjih svojega delovanja ostal med najbolj branimi slovenskimi mediji. Po podatkih RTV naj bi približno 500.000 uporabnikov vsaj enkrat dnevno preverilo novice, vremensko napoved, spored oddaj itd. Leta 1989 je začel Radio Ljubljana oddajati signal RDS.
Do leta 1992 je bila RTV v tujini obravnavana kot kolektivna članica Jugoslovanske radiotelevizije (JRT), pri čemer je bilo njeno članstvo v komisijah EBU porazdeljeno po nacionalnem ključu. Od leta 1992 dalje je obravnavana kot polnopravna članica Mednarodne telekomunikacijske zveze (ITU) in hkrati tudi EBU.
Leta 2001 je bil ustanovljen MMC (Multimedijski center). Medijski portal objavlja novice, zagotavlja digitalni arhiv oddaj, forum ter ogled radijskih in televizijskih postaj v živo.
Od leta 2010 dalje vsi radijski in televizijski programi komunicirajo z javnostmi tudi preko Facebook-a in Twitterja.
17. decembra 2018 je programski svet RTV glasoval o razrešitvi generalnega direktorja Igorja Kadunca in predlog za razrešitev zavrnil s 14 glasovi za razrešitev, 12 glasovi proti (za razrešitev je bilo potrebno 15 glasov). Dve glasovnici sta bili oddani neveljavni. Podlaga za poskus razrešitve so bili predvsem očitki o neizvajanju sklepov nadzornega sveta, pa tudi številne kršitve.
V letu 2018 je imela RTV Slovenija 2299 redno zaposlenih in okoli 50 pogodbenih sodelavcev, od tega med drugim 900 na TV Slovenija, 327 na Radiu Slovenija, 262 na Regijskem centru Koper, 201 na Regijskem centru Maribor in 112 v glasbeni produkciji.
25. januarja 2021 je programski svet RTV Slovenija za novega generalnega direktorja imenoval dotedanjega predsednika nadzornega sveta Andreja Graha Whatmougha,ki so ga podprli programski svetniki, blizu strankam tedanje koalicije (SDS, NSi in SMC).
16. avgusta 2021 je direktor Grah Whatmough po nesklepčni seji programskega sveta razrešil direktorico Natalijo Gorščak. Razrešitev je bila kasneje na delovnem in socialnem sodišču spoznana za nezakonito.
Jeseni 2021 je prišlo do nestrinjanja med novim vodstvom in zaposlenimi zaradi sprememb programsko-produkcijskega načrta za informativni program za leto 2022. Odstopila je odgovorna urednica Informativnega programa, zaposleni so organizirali tiskovno konferenco, na kateri so opozorili na spremembe ki bi po njihovem mnenju škodile poslanstvu javnega zavoda RTV Slovenija.
Decembra 2021 je Urad vlade za komuniciranje (UKOM) pod vodstvom direktorja UKOM Uroš Urbanije pričel z objavljanjem tedenskih analiz poročanja RTV,  ki so postale nov predmet spora med zaposlenimi in vodstvom.
27. decembra 2021 je državni zbor na izredni seji imenoval 13 članov programskega sveta.  Sklepe o imenovanju članov na predlog strank je opozicija protestno zapustila, saj je bilo imenovanje po njihovo nezakonito - zakon o RTV SLO namreč določa, da mora DZ pri imenovanju svetnikov na predlog strank upoštevati zastopanost strank v DZ, mandatno-volilna komisija pa je vkljub temu izbrala le kandidate strank, ki so podpirale vlado.
4. marca 2022 je generalni direktor kljub le 21,78% podpori novinarjev informativnega programa  za odgovorno urednico Informativnega programa TV Slovenija imenoval Jadranko Rebernik.
11. marca 2022 je bil kljub ostrem nasprotovanju zaposlenih za v. d. urednika uredništva MMC-ja imenovan Igor Pirkovič.
27. marca 2022 je na javni tribuni Združenja za vrednote slovenske osamosvojitve Slavko Kmetič, član programskega sveta, izrekel nekaj odmevnih besed, ki so jih nekateri zaposleni razumeli kot pritisk nanje.
20. aprila 2022 (nekaj dni pred državnozborskimi volitvami) je komisija za informativne programe RTV (na predlog predsednika omenjene komisije Jožefa Jerovška, sicer dolgoletnega poslanca stranke SDS) ugotovila, da naj bi bilo poročanje in informiranje gledalcev in poslušalcev glede kandidatov na volitvah zelo pristransko v korist strank levega pola, ter da so se zamolčane potencialne nepravilnosti Roberta Goloba.
21. aprila 2022 se je na Televiziji Slovenija odvilo zadnje in v javnosti precej odmevno predvolilno soočenje pred državnozborskimi volitvami v Sloveniji 2022. Zaradi nestrinjanja z načinom vodenja Igorja Pirkoviča je oddajo v drugi uri soočenja zapustila celotna opozicija.  Naslednjega dne so se začeli vrstiti pozivi k odstopu generalnega direktorja Whatmougha ter odgovorne urednice informativnega programa Jadranke Rebernik ter tudi programskih svetnikov, ki so do tedaj potrjevali programske spremembe.
23. maja 2022 so zaposleni izvedli prvo opozorilno stavko.
20. junija 2022 je sledilo nadaljevanje stavke.
18. julija 2022 je Andrej Grah Whatmough kljub nasprotovanju novinarskih sindikatov in stroke za direktorja televizije imenoval Uroša Urbanijo.
21. julija 2022 je novinarka RTV Eugenija Carl na Facebooku objavila zapis, v katerem je bila kritična do novinarskih standardov nove informativne oddaje na RTV Panorama. Zaradi Carlinega zapisa je direktor TV Slovenija Urbanija od pravne službe RTV zahteval sprožitev disciplinskega postopka.
26. septembra 2022 se je stavka zaostrila. Načrtovano je bilo, da na TV Slovenija ne bo informativnih oddaj, športa, kulture in oddaj v živo, na MMC pa ne novih novic. Zaradi poseganja vodstva v program je v obeh Dnevnikih voditelj prebral obvestilo o stavki in druge pomembnejše novice dneva. V. d. urednika uredništva MMC Pirkovič je posegel v portal in brez vednosti dnevne urednice z vstopne strani in podportalov odstranil članek o stavki.

## Simboli
Grafični logotip RTV Slovenija je silhueta »dečka s piščalko« oz. »pastirčka«, katerega izvirnik iz leta 1942 je istoimenski kip slovenskega kiparja Zdenka Kalina (1911-1990). Kip stoji pred vhodom v glavno zgradbo na Kolodvorski 2-4 v Ljubljani, na prostem obstajata še njegovi repliki v ljubljanskem Tivoliju in pred gradom Brdo pri Kranju. Od septembra 1990 dalje, ko se je RTV Ljubljana preimenovala v RTV Slovenija, sestavlja grafično podobo logotipa deček s piščalko, sledita pa mu dve različici imena, daljša »RADIOTELEVIZIJA SLOVENIJA« ali krajša »RTV SLO«
Poleg zvočnega logotipa, ki oponaša petje kukavice in je v uporabi od ustanovitve Radia Ljubljana leta 1928 do danes (navadno pred osrednjimi informativnimi oddajami), je v uporabi še zvočni aviso Televizije Slovenija. Predvaja se pred začetkom televizijskih prenosov in je prav tako kakor Kalinov kipec imenovan Pastirček, njegov avtor pa je skladatelj Uroš Krek. 
Osrednja zgradba Radia Slovenije se nahaja na Tavčarjevi 17 v Ljubljani, njena avtorja (1939-1952) sta arhitekta Oton Gaspari in Tomaž Štrukelj. Do začetka 70. let 20. stoletja so imeli v zgradbi svoje prostore tako radijski kot televizijski delavci, nato pa se je začela gradnja novega RTV centra, ki je še danes domicil Televizije Slovenija ter nekaterih skupnih služb. Stoji v neposredni bližini nekdanje skupne, sedaj pa ponovno le radijske hiše in je z njo povezan preko podzemnega hodnika pod Kolodvorsko ulico. Arhitekt nove zgradbe je Franc Rihtar.

## Upravljanje in organizacija javnega zavoda

### Pravne podlage za poslovanje
Pravne podlage za poslovanje in opravljanje dejavnosti javnega zavoda RTV Slovenija opredeljujejo Zakon o zavodih, Zakon o medijih, Zakon o javnih glasilih, Zakon o javnih financah, Zakon o javnih naročilih, Zakon o sistemu plač v javnem sektorju, Zakon o delovnih razmerjih RS, Kolektivna pogodba JZ RTV Slovenija, Kolektivna pogodba za poklicne novinarje, Statut zavoda RTV Slovenija ter Zakon o RTV Slovenija, ki med drugim določa, da je RTV Slovenija edina družba, ki sme imeti radijske in televizijske postaje hkrati. V skladu z zakonom mora nacionalni program pokrivati ozemlje, kjer živi najmanj 90% prebivalstva Republike Slovenije, medijske storitve za narodnostni program pa 90% odstotkov ozemlja v Sloveniji, kjer živijo pripadniki madžarske ali italijanske narodne manjšine. 
- Drago Seliger (1959-1963)
- Boris Mikoš (1963-1968)
- Milan Merčun (1968-1973)
- Janez Vipotnik (1973-1977)
- Tone Krašovec (1977-1981)
- Ferdo Lužar (1981-1985)
- Jože Šrot (v.d. 1985-1986)
- Vlado Janžič (1986-1990)
- Jože Knez (v.d. 1990-1991)
- Janez Jerovšek (1991-1992)
- Peter Mori (v.d. 1992-1994)
- Žarko Petan (1994-1996)
- Janez Čadež (1997-2001)
- Aleks Štakul (2001-2006)
- Anton Guzej (2006-2010)
- Marko Filli (2010-2017)
- Igor Kadunc (2017-2021)[49]
- Andrej Grah Whatmough (v. d. 2021–2023)[50]
- Zvezdan Martič (v. d. od 2023)[51]

### Organiziranost delovnih enot zavoda
V skladu z internim statutom je RTV Slovenija organizirana v naslednje enote:
- programsko-produkcijska enota Televizija Slovenija
  - organizacijska enota Televizijska produkcija
  - uredniško-producentska enota Kulturni in umetniški programi
  - uredniško-producentska enota Informativni program
  - uredniško-producentska enota Razvedrilni program
  - uredniško-producentska enota Športni program
  - uredniško-producentska enota za poseben nacionalni program, namenjen parlamentarnim vsebinam Državnega zbora Republike Slovenije in njegovih delovnih teles (3. televizijski program)

- programsko-produkcijska enota Radio Slovenija
  - uredniško-producentska enota Uredništvo 1. programa
  - uredniško-producentska enota Uredništvo 2. programa
  - uredniško-producentska enota Uredništvo 3. programa
  - uredniško-producentska enota Uredništvo informativnih in eksperimentalno-razvojnih programov
  - organizacijska enota Radijska produkcija[53]

- organizacijska enota Glasbena produkcija

- programsko-produkcijska enota Regionalni center RTV Koper Capodistria
  - uredniško-producentska enota Regionalni televizijski program
  - uredniško-producentska enota Regionalni radijski program
  - uredniško-producentska enota Televizijski program za italijansko narodno skupnost
  - uredniško-producentska enota Radijski program za italijansko narodno skupnost

- programsko-produkcijska enota Regionalni RTV center Maribor
  - uredniško-producentska enota Regionalni televizijski program
  - uredniško-producentska enota Regionalni radijski program
  - uredniško-producentska enota Uredništvo radijskega programa za tujo javnost

- studio madžarskih programov Lendava
  - uredniško-producentska enota Televizijski program za madžarsko narodno skupnost
  - uredniško-producentska enota Radijski program za madžarsko narodno skupnost

- programsko-produkcijska enota Multimedijski center
- organizacijska enota Oddajniki in zveze

### Organi zavoda
Organi zavoda so:
- Programski svet RTV Slovenija (skupno 29 članov) v sestavi[54]:
  - član po imenovanju madžarske narodne skupnosti
  - član po imenovanju italijanske narodne skupnosti
  - član po imenovanju SAZU
  - dva člana po imenovanju predsednika RS
  - trije člani po izvolitvi zaposlenih na RTV Slovenija
  - člani po imenovanju DZ na predlog političnih strank (5)
  - člani po imenovanju DZ na predlog  gledalcev in poslušalcev (16)
- Nadzorni svet RTV Slovenija (11 članov) v sestavi[55]:
  - člani po imenovanju DZ (5)
  - člani po imenovanju Vlade RS (4)
  - člani, ki so jih izvolili zaposleni na RTV Slovenija (2)
- Svet delavcev, ki jih izvolijo zaposleni na RTV Slovenija (skupno 13 članov)[56]
- Poslovodno in programsko vodstvo RTV Slovenija: generalni direktor, direktor Radia, direktor Televizije, odgovorni uredniki, vodje organizacijskih enot. Mandat vseh vodstvenih delavcev traja štiri leta.[57]

### Financiranje zavoda
Zavod se v največji meri financira s pomočjo RTV-prispevka, ki je z Zakonom o Radioteleviziji Slovenija predpisana posebna oblika javne dajatve. V skladu s tem je zavezanec za plačilo RTV-prispevka »vsak, ki ima oz. uporablja radijski ali televizijski sprejemnik oz. katerokoli drugo napravo, ki omogoča sprejem radijskih oz. televizijskih programov na območju Republike Slovenije, kjer so zagotovljeni tehnični pogoji za sprejem vsaj enega programa RTV Slovenija«. V manjši meri se RTV financira s pomočjo oglaševanja v okviru svojih programov. Oglaševalni čas je zakonsko omejen. RTV trži tudi nekatere storitve, ki niso del javne službe, to so storitve ostalim radiodifuznim organizacijam v okviru organizacijske enote Oddajniki in zveze, minimalen je zaslužek od prodaje zgoščenk s strani založbe.
Zavod RTV je tudi investitor v posamezne projekte. Zaradi nastanitvenih potreb in velikega zanimanja športnega novinarstva ob rednih letnih prenosih smučarskih skokov iz Planice je vlagatelj v objekt planiškega doma, ki nosi ime Dom RTV Planica. Največja naložba zavoda RTV je bila namenjena gradnji kulturnega in kongresnega centra Cankarjev dom v Ljubljani med letoma 1978 in 1982. RTV je bil poleg IS SRS ter podjetij Emona, Iskra in Ljubljanske banke glavni investitor v izgradnjo objekta, pri katerem ima tudi lastniški delež. Ta delež se kompenzira z vsakoletno nekajkratno možnostjo brezplačne uporabe dvoran za potebe kulturnih prireditev v organizaciji RTV.

## Programske vsebine

### Radijske postaje
RTV upravlja s tremi narodnimi in štirimi regionalnimi postajami. Vse postaje razen MMR oddajajo tudi na internetu. Nacionalni radijski programi imajo sedež v Ljubljani in oddajajo v slovenščini. Dostopni so po vsej državi.
Trije nacionalni radijski programi, ki oddajajo 24 ur dnevno, so:
- 1. program Radia Slovenija, tudi z imenom A1 oz. s sloganom »Vedno prvi«, je neposredni nadaljevalec prvega slovenskega radijskega programa. Program pripravlja analitične in mnenjske oddaje (Studio ob sedemnajstih, Tedenski aktualni mozaik), prispevke za kmetijce, izseljence, zdomce, Rome, radijsko pravljico za otroke (od leta 1965 dalje), oddajo Slovenska zemlja v besedi in pesmi (od leta 1968). V letu 2011 je bil drugi najbolj poslušani radio v Sloveniji. Izbor glasbe obsega popularno in zabavno ter narodnozabavno glasbo (po podatkih iz leta 2012 obsega 3.783 ur), informativni program (3.387 ur) ter literarne oddaje in radijske igre (379 ur). 1. program Radia Slovenija organizira tudi festival slovenskega šansona ter vzpodbuja kreativnost manj uveljavljenih glasbenih skupin.
- Val 202 (drugi program) je bil ustanovljen leta 1972 in velja za najbolj poslušan radijski program v Sloveniji.[63] Val 202 se osredotoča na predvajanje pop glasbe in zabavne glasbe, ki zajema največ programskega časa (5.377 ur), poleg tega predvaja informativni program (1.842 ur) in športni program (752 ur), sicer pa se posveča kontaktnim oddajam, pogovorom s poslušalci, z izbiranjem popevke tedna, imena tedna (v skupnem prerezu izbranih osebnosti ob koncu leta na posebni prireditvi razglasi ime leta) itd. Val 202 je organizator mnogih koncertnih prireditev, med drugim najbolj obiskanega slovenskega koncerta s skupino Siddharta in Simfoničnim orkestrom RTV Slovenija na Bežigrajskem stadionu leta 2003 z več kot 30.000 poslušalci.
- Program ARS (tretji program) je začel z oddajanjem leta 1969. Pokriva področja umetnosti, kulture, znanosti in izobraževanja. Predvaja radijske igre in esejistične vsebine ter skoraj izključno klasično glasbo, ki v enem letu zasede več kot 6.800 ur programskega časa.

Regionalne postaje imajo sedež v regionalnih RTV centrih, oddajajo pa ali v slovenščini ali v jeziku manjšine:
- Radio Koper ima sedež v Kopru; oddaja v slovenščini, program je dostopen na Primorskem. Radio Koper-Capodistria z deljenim italijansko-slovenskim sporedom je bil sicer ustanovljen že leta 1949, kasneje se je zaradi programskih potreb razdelil na samostojen italijanski in samostojen slovenski program.
- Radio Capodistria s sedežem v Kopru; oddaja v italijanščini in je dostopen na Primorskem, v Furlaniji ter v Istri.
- Radio Maribor s sedežem v Mariboru, dostopen v severovzhodni Sloveniji.
- Pomurski madžarski radio, kratica MMR, deluje kot del mariborskega centra s sedežem v Lendavi in oddaja v madžarščini. Signal je dostopen v Prekmurju. Ustanovljen je bil že leta 1958, del RTV Slovenija pa je postal leta 1996.

Poseben radijski program je Radio Slovenia International, kratica RSi, oddaja kot četrti nacionalni program in je namenjen tujejezičnim poslušalcem v Sloveniji. V skladu z zakonskimi določili ta program, namenjen informiranju tujejezične javnosti, poleg slovenskega oddaja v nemškem in angleškem jeziku. 85 odstotkov programskega časa predstavlja glasba, 15 odstotkov pa informativne oddaje, ki se posvečajo aktualnim gospodarskim, političnim, kulturnim ter športnim dogodkom v Sloveniji in svetu. Radijski program deluje od leta 1985. Radio Si ima sedež v Mariboru.

### Televizijske postaje
RTV oddaja dve nacionalni in dve regionalni postaji ter parlamentarni program. Vsi so dostopni po vsej državi prek prizemnega digitalnega omrežja DVTB ter prek spletnega predvajalnika RTV 4D. Nacionalna in parlamentarni program imajo sedež v Ljubljani. Oddajajo v slovenščini, razen določenih oddaj na TV SLO1 in TV Maribor, ki so v madžarščini, ter TV Koper, ki so v italijanščini (glej razdelek Regionalne televizijske postaje). Za razliko od radijskih programov RTV Slovenija, ki delujejo kot ločene, samostojne uredniško-producentske enote, pripravljajo vsebine 1. in 2. programa Televizije Slovenija tematsko organizirane delovne enote. To so uredniško-producentske enote: Kulturni in umetniški programi, Informativni program, Razvedrilni program, Športni program in Program plus. 
Vsak regionalni RTV center ima svojo postajo. Medtem ko je koprski program dvojezičen (slovenščina in italijanščina), je mariborski samo v slovenščini, razen oddaj, ki jih v madžarščini pripravi narodnostni program v in ima določene oddaje v madžarščini na prvem programu Televizije Slovenija.
- Televizija Koper/Capodistria (sedež v Kopru; oddaja v slovenščini in italijanščini)
- Televizija Maribor ima sedež v Mariboru, oddaja v slovenščini. Ustanovljena je bila leta 1968 kot dopisništvo Televizije Ljubljana za območje Štajerske, Koroške in Pomurja. Sprva je uredništvo tega programa spremljalo dogodke in pripravljalo prispevke za oddajo Po Sloveniji, po letu 1980, ko je bila vzpostavljena stalna avdio-video zveza z Ljubljano, pa je začela pripravljati 30-minutno oddajo TV Obzornik, ki je bil redno na sporedu enkrat tedensko. Leta 1986 je bil pod Pekrsko gorco zgrajen nov regionalni RTV center, od leta 2002 pa deluje samostojni regionalni televizijski program. Največ predvajanih vsebin je informativnih, sledijo izobraževalne in glasbene.

#### Televizijske kanali
- TV SLO 1 ali TV Slovenija 1 ustvarjeno 1958
- TV SLO 2 ali TV Slovenija 2 ustvarjeno 1970
- TV SLO 3 ali TV Slovenija 3 ustvarjeno 2008

### Multimedijski center (MMC)
Glavni članek: Multimedijski center RTV Slovenija.
Leta 1995 je začela delovati domača spletna stran www.rtvslo.si, leta 2001 pa je kot tehnična podpora internetni prisotnosti RTV Slovenija začel delovati multimedijski center. V okviru MMC nastajajo vsebine, ki polnijo mobilni in spletni portal. Internetni prenos avdio in video vsebin oddaj poteka bodisi na zahtevo (prek arhiva) bodisi v živo. MMC upravlja še avdio in video arhiv prek predvajalnika RTV 4D, podnaslavlja televizijske vsebine za naglušne in gluhe. Ima tri infokanale ter ureja spletne strani www.rtvslo.si/zaotroke in www.bansi.si. Na spletišču MMC je tudi forum in novičarski razdelek, skupno je objavljenih preko 27.000 prispevkov letno. Glede na spletno statistiko v povprečju spletni portal MMC obišče 450.000 različnih uporabnikov mesečno, po podatkih iz leta 2011 pa imajo spletne strani RTV Slovenija povprečno 43 milijonov prikazov na mesec. Preko MMC lahko spletni uporabniki v živo spremljajo večino programov lastne produkcije, imajo pa tudi dostop do spletnega arhiva, ki obsega več kot 1.000.000 posnetkov televizijskih in radijskih oddaj. 

### Sodelovanje in mednarodna izmenjava RTV vsebin
Do razmaha spletne komunikacije so bile vsebine, posredovane preko radijskih valov oz. televizijskih sprejemnikov, najbolj ažurne in najbolj dostopne širokemu krogu zainteresirane javnosti. Poleg izmenjave vsebin s skupno jugoslovansko mrežo JRT in z družbama Intervizija (OIRT) ter Evrovizija (EBU), je RTV sodeloval z vsemi zainteresiranimi radiodifuznimi ponudniki, ki so oddajali programe za slovensko govoreče poslušalce.
- Programi v slovenskem jeziku za zamejske slovence: neposredno po koncu 2. svetovne vojne je začela v slovenščini redno oddajati radijska postaja Radio Trst A, na sedežu Italijanske Radiotelevizije RAI, za Furlanijo-Julijsko krajino. Leta 1946 je na avstrijskem Koroškem po načelu enakopravnosti narodnih manjšin začel nastajati tudi slovenski spored v okviru ÖRF,[64] leta 1979 pa še v Györu (polovica sporeda v porabskem narečju, polovica v knjižni slovenščini).
- Slovenci po svetu: od aprila leta 1941 do decembra 2005 je v slovenskem jeziku[65][66] oddajal britanski BBC, ki mu je Radio Ljubljana pomagal pri izbiri novinarjev za slovenske oddaje.[67] Po 2. svetovni vojni je slovenske poslušalce po svetu nagovarjal Radio Svobodna Jugoslavija v Sovjetski Zvezi (od leta 1943), Radio Moskva (od leta 1945), radijska postaja Deutsche Welle v Kölnu, s katero je Radio Ljubljana leta 1983 podpisal protokol o medsebojni izmenjavi programov in o novinarskem sodelovanju.[67] Stalne oddaje v slovenščini so bile na sporedih Radia Vatikan,[68] na Švedskem radiu (SR), na programu Voice of America (Radio glas Amerike), oddaje različnih obsegov so bile redno predvajane v Avstraliji, v Kanadi in ZDA, v Urugvaju ter Argentini. Mnogim izmed njih je Radio Ljubljana / Radio Slovenija posredoval programsko gradivo, predvsem glasbeno, v obliki posnetkov slovenske glasbe oz. slovenskih izvajalcev. Navkljub zmanjševanja obsega radijskih oddaj zaradi povečane uporabe interneta nekateri radijski programi še danes vključujejo slovenski jezik.

### Glasbena produkcija
V skladu z zakonom morajo vsebine lastne produkcije obsegati najmanj 30% dnevnega oddajnega časa vsakega radijskega programa. Glasbene vsebine v okviru radijskih programov zasedajo največji delež, pri čemer je zakonska obveznost RTV predvajanje 40% glasbe slovenskih avtorjev. Glasbena produkcija RTV Slovenija oskrbuje tako radijske kot televizijske programe s kvalitetnimi novimi glasbenimi vsebinami in hkrati polni fonotečni arhiv z vsebinami, ki so tako v interesu javnega zavoda kot v interesu slovenske kulture v splošnem. Fonoteka Radia Slovenija vsebuje približno 260.000 trakov resne in zabavne glasbe, zgoščenk, vinilnih plošč oz. kaset, ter je bila v času SFR Jugoslavije najobsežnejša izmed fonotek članic Jugoslovanske Radiotelevizije. Zaradi potrebe po glasbenih vsebinah je že ob ustanovitvi Radia Ljubljana leta 1928 začel nastajati radijski orkester, ki se je do leta 1948, ko je bil razpuščen, v popolnosti razvil. Orkestrski glasbeniki so tako leta 1948 sestavili novo ustanovljeni orkester Slovenske filharmonije. Leta 1955 je Radio Ljubljana zaradi programskih potreb po lastni glasbeni produkciji ponovno ustanovil svoj simfonični orkester, ki deluje do danes. Pred tem je bil leta 1937 ustanovljen Komorni zbor Radia Ljubljana, ki je eden najstarejših evropskih radijskih zborov, vendar od leta 2005 deluje kot projektni, tj. najemniški zbor brez stalne zasedbe. V okviru glasbenih sestavov zavoda deluje Big Band RTV Slovenija, ena najstarejših tovrstnih zasedb na svetu, saj deluje nepretrgano že od leta 1945. Otroški in mladinski zbor sta na pobudo nekdanjega urednika, skladatelja Janeza Bitenca, nastala leta 1957. V petdesetih letih delovanja sta posnela več tisoč zborovskih skladb. Janez Bitenc je bil med drugim tudi prvi urednik radijske oddaje Četrtkov večer domačih pesmi in napevov, ki neprekinjeno deluje od leta 1953 do danes. S to oddajo je nastal koncept narodnozabavne »Oberkrain« glasbe, ki se je začela razvijati v Sloveniji in potem hitro dobila posnemovalce po vseh alpskih državah. Tudi sicer je bil v vsej svoji zgodovini zavod RTV najdejavnejši promotor za nastanek novih slovenskih skladb, tako zabavnega kot resnega žanra. Med zaposlenimi v radijskih vrstah so bili številni avtorji danes zimzelenih slovenskih melodij, Mojmir Sepe, Jure Robežnik, Jože Privšek, Tadej Hrušovar, Dečo Žgur, Marijan Vodopivec, Bojan Adamič, Vlado Kreslin, Frane Milčinski Ježek, itd., pevci, npr. Ditka Haberl, pa tudi tekstopsci, npr. Elza Budau, Dušan Velkaverh, itd. 
Na RTV, predvsem pa na Radiu Slovenija, je bila zaposlena vrsta danes priznanih ustvarjalcev, pesnikov, pisateljev, prešernovih nagrajencev in akademikov. Mednje sodijo Ervin Fritz, Veno Taufer, Saša Vuga, Lojze Krakar, Vitan Mal, Milan Dekleva, Anton Nanut, Janez Menart, Ciril Zlobec, Lojze Lebič, Tone Pavček, idr.

### Dopisniška mreža

#### Dopisniki Uredništva zunanjepolitičnih oddaj
| Država          | Mesto                                        | Dopisnik          |
| --------------- | -------------------------------------------- | ----------------- |
| Avstrija        | Dunaj Avstrijska Koroška                     | Petra Kos Gnamuš  |
| Belgija         | Bruselj                                      | Igor Jurič        |
| Italija Vatikan | Rim Vatikan                                  | Mojca Širok       |
| Nemčija         | Berlin                                       | Maja Derčar       |
| Rusija          | Moskva                                       | Vlasta Jeseničnik |
| Srbija          | Beograd (Dopisništvo pokriva celoten Balkan) | Boštjan Anžin     |
| ZDA             | Washington                                   | Andrej Stopar     |
| Bližnji vzhod   |                                              | Karmen W. Švegl   |

Leta 2022 je RTV Slovenija zaprla svoje dopisništvo na Bližnjem vzhodu in odprla novega v Bangkoku na Tajskem, saj na območju Azije in Oceanije ni imela dopisništva. Tja so poslali prej bližnjevzhodno dopisnico Karmen Švegl. Dopisništvo je bilo leta 2024 znova preseljeno nazaj na Bližnji vzhod.
Po ruski invaziji na Ukrajino leta 2022 je RTV najavil namen zaprtja dopisništva v Moskvi in preselitev v Kijev zaradi onemogočanja novinarskega dela s strani ruskega režima. Nekateri zaposleni na RTV so temu nasprotovali in trdili, da je kljub onemogočanju svobodnega poročanja »nujno« da RTV obdrži tamkajšnje dopisništvo. Uroš Urbanija je izpostavil dejstvo, da je stanovanje dopisništva v katerem biva dopisnica Vlasta Jeseničnik, v lasti ruskega ministrstva za zunanje zadeve. Poročanje Jeseničnikove, ki je bilo v začetku invazije začasno ustavljeno, je bilo deležno tudi kritik Janeza Janše zaradi proruske drže, zagovorniki pa so jo branili, da je njeno delo profesionalno in v skladu s »pogoji ki jih določa ruski avtoritarni režim«. Z menjavo uprave RTV se ukinitev ni zgodila.

## Arhivi RTV Slovenija
Radijski arhivi hranijo poleg 260.000 enot zabavne in resne glasbe tudi okrog 50.000 enot (trakov) s področja govora, to so radijske igre, oddaje, interpretacije dramskih igralcev, zgodovinski posnetki znanih Slovencev. Leta 2008 je bila ustanovljena mediateka, ki skrbi za digitalizacijo analognih zvočnih arhivskih vsebin. 
V arhivu Televizije Slovenija je shranjena vsebina, ki je nastajala od 12. maja leta 1957 do danes. Ta zajema za okrog 30.000 ur filmov lastne produkcije, neobjavljeno filmsko gradivo ter gradivo tujih agencij (okrog 2.000.000 metrov filmskega traku), fotografsko zbirko pribl. 400.000 fotografij, arhiv prispevkov dnevno-informativnega programa (1.650.300 m filmskega traku), oddaje na kasetah in magnetoskopskih trakovih (23.380 enot ali pribl. 23.000 ur programa), oddaje na videokasetah (okrog 7.000 ur programa), arhiv TV Dnevnikov, register oddaj TV Ljubljana/Slovenija od začetkov oddajanja do danes (več kot 790 tisoč dokumentov), itd. Nekateri so dostopni tudi na spletnem portalu Euscreen. Časopisna dokumentacija RTV Slovenija hrani več kot 100.000 časopisov in revij, več kot 2.000.000 člankov z vseh področij, v času svojega 55-letnega delovanja pa je ustvarila okvirno 5.000 brošur in 20.000 knjig. Izposoja tovrstnih člankov s strani zunanjih interesentov je približno 3.000 enot na mesec.
RTV ima tudi lastno muzejsko zbirko tehnoloških naprav s področja oddajanja in snemanja avdio-vizualnih vsebin. Od leta 1971 dalje izhaja časopis javnega zavoda RTV Slovenija, imenovan Kričač.

## Založba kaset in plošč (ZKP)
Glavni članek: Založba kaset in plošč RTV Slovenija.
Sprva »Založba kaset in plošč«, danes pa pod isto kratico »Založba kakovostne produkcije« RTV Slovenija, ponuja na slovenskem kulturnem tržišču izbor novih ali arhivskih avdio ter vizualnih del, ki so nastala v lastni produkciji RTV hiše. Založba je bila ustanovljena leta 1970, trenutno je v okviru spletne prodaje rtvslo.si/zkpprodaja na voljo okrog 1000 izdelkov. Založba proizvede letno od 60 do 70 izdaj, 60 % zgoščenk ter 40 % DVD-jev.

## Oddajniki in zveze
Organizacijska enota Oddajniki in zveze upravlja 170 oddajnih objektov po vsej Sloveniji. Ti so namenjeni oskrbovanju gledalcev in poslušalcev z RTV programi. Največji oddajni centri so na izpostavljenih višinskih točkah, na gorah Nanos, Krvavec, Plešivec (Uršlja gora), Krim, Kum, Trdinov vrh ter na Pohorju., oddajni center na Belem Križu pa je trenutno v fazi prenove. V času slovenske osamosvojitvene vojne so letala JLA so med 26. junijem in 2. julijem uničila ali poškodovala oddajnike na Nanosu, Kumu, Krvavcu, Boču, Pohorju in v Domžalah. Ob pomoči EBU so bile tako med vojno uvedene prve satelitske oddaje. Leta 1997 je steklo redno oddajanje RTV programov preko satelita Hot Bird 3, leta 2006 pa se je se preselilo na satelit Hot Bird 8.